# Servizio civile internazionale
Il servizio civile internazionale (SCI) è una organizzazione non governativa dedita ad attività di cooperazione e formazione allo sviluppo.
Il principale strumento di azione dello SCI sono i campi di lavoro volontario, nati negli anni venti del XX secolo come risposta di obiezione non violenta alla prima guerra mondiale. Nei campi, piccoli progetti della durata massima di un mese, ogni anno circa diecimila volontari di tutto il mondo si incontrano mettendo in pratica i valori della pace, della solidarietà internazionale, della lotta alla disuguaglianza e all'oppressione.
La branca italiana è parte del network internazionale, presente in 34 nazioni di tutti i continenti. È riconosciuta dal Ministero degli Affari Esteri della Repubblica Italiana

## Storia
Lo SCI nasce nel 1920, subito dopo la prima guerra mondiale, da un'appassionata ricerca di pace. Tutto ha inizio da alcuni pacifisti che prendono parte alla prima conferenza internazionale della Fellowship of Reconciliation nel 1920 a Bilthoven, in particolare Pierre Ceresole, un pacifista radicale svizzero che avvia un progetto di pace in Francia, con volontari provenienti da diversi paesi, vicino a Verdun, una zona particolarmente devastata dai combattimenti della prima guerra mondiale.

### Il primo campo internazionale (1920)

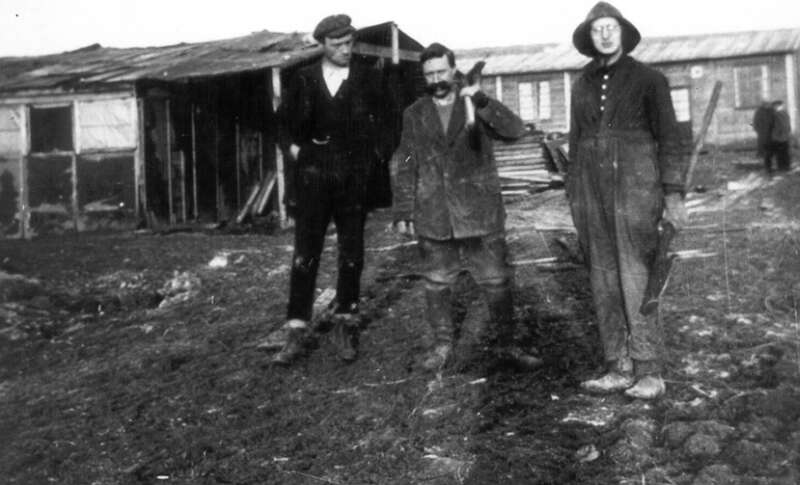
Ceresole a Verdun

Il primo campo di lavoro internazionale ha avuto luogo al fine di ricostruire il villaggio di Esnes-en-Argonne, danneggiato dalla guerra e simbolo della riconciliazione tra Francia e Germania. Tra il piccolo gruppo di volontari internazionali c'erano anche tre volontari tedeschi. Essi costruirono abitazioni temporanee per gli abitanti del villaggio e liquidati per i terreni agricoli.

### Interventi di emergenza (1924)
Nel 1924 Ceresole organizzò un campo di lavoro internazionale a Ormont-Dessus in Svizzera, per aiutare a togliere macerie dopo una disastrosa valanga che aveva gravemente danneggiato la valle. Questo servizio fu promosso come un modello di servizio per obiettori di coscienza, al fine di sostenere una campagna politica per introdurre un servizio alternativo a quello militare. Negli anni seguenti furono organizzati diversi interventi di soccorso. Il più grande fu nel 1928 nel Liechtenstein con oltre 700 volontari provenienti da 28 paesi, che consentì di bonificare una pianura e ripulire la valle del Reno, dopo una pesante alluvione nel 1927.

### Sviluppo dell'impegno sociale (1931)

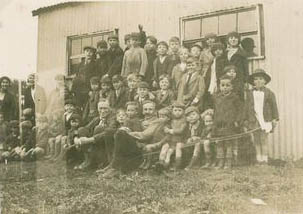
Ceresole seduto vicino a bambini a Brynmawr

Nel primo decennio dello SCI, i campi di lavoro furono utilizzati come servizi di soccorso per regioni colpite da catastrofi naturali. Nel 1931 l'idea SCI si sviluppò e il concetto di campi di lavoro con volontari internazionali fu applicata in altre aree di impegno sociale:
- sviluppo della Comunità: durante la crisi economica delle miniere di carbone del Galles, un campo di lavoro fu organizzato per ripristinare la fiducia in se stessi nella disastrata cittadina mineraria di Brynmawr (Galles, Gran Bretagna). Volontari e uomini disoccupati costruirono una piscina e l'arredo di un parco pubblico.
- aiuto allo sviluppo: nel 1931 Ceresole conobbe Gandhi che lo invitò a portare lo SCI in India. Nel 1934 viaggio in India al fine di organizzare campi di lavoro per una regione colpita dal terremoto in Bihar; questo progetto fu ripetuto nel 1935 e nel 1936 ed ulteriori progetti di aiuto allo sviluppo seguirono dopo la seconda guerra mondiale.
- aiuto umanitario : nel 1937 lo SCI fu incaricato da un gruppo di organizzazioni umanitarie di fornire aiuto umanitario per i bambini rifugiati durante la  Guerra civile spagnola (1936-1939). Servizi di sostegno allo sfollamento, prodotti alimentari e distribuzione di abbigliamento furono effettuati nella parte della Repubblica spagnola. Vent'anni dopo furono donati aiuti umanitari agli orfani di guerra in Tunisia durante la guerra di indipendenza algerina (1958-62). Oltre a questi due progetti, l'aiuto umanitario non ebbe altra ulteriore importanza per lo SCI.

### Organizzazione internazionale (1948)
Dal 1920 lo SCI organizza campi di lavoro senza struttura formale in Francia, Svizzera, Gran Bretagna, India e altri paesi. Con l'espansione del concetto di campi di lavoro ad altri paesi, dopo la seconda guerra mondiale fu fondata un'associazione internazionale composta da diverse branche SCI e con una segreteria internazionale con sede a Parigi. Lo scambio dei volontari e l'organizzazione dei campi furono migliorati (ad es. costituzione di un'assicurazione per i volontari). Il numero di campi di lavoro e dei volontari aumentò significativamente:
- 1947: 46 campi in 9 nazioni
- 1968: 298 campi in 24 nazioni.

Il numero delle branche seguì un simile aumento. Negli anni Sessanta strutture di coordinamento regionale (chiamati Gruppi tematici o Working Group) furono create per macroaree come l'Africa, l'Asia e l'Europa.

### Nord-Sud e aiuto allo sviluppo (1950)
Nel 1950 lo SCI fu invitato dall'India, recentemente divenuta indipendente, al fine di realizzare la costruzione di case per i rifugiati in Farini (India). Un piccolo gruppo di volontariato internazionale fu in grado di reclutare numerosi volontari locali. Il conflitto tra India e Pakistan li ispirò ad organizzare campi di lavoro in Pakistan dal 1951 in poi. Come conseguenza diverse branche locali e gruppi dello SCI sono state fondate in Asia.
Di fronte alle immense povertà nelle regioni svantaggiate in Europa, Asia e Africa, SCI avviò l'aiuto allo sviluppo e il reclutamento di volontari qualificati. Il più grande programma di sviluppo fu nella provincia di Tlemcen, Algeria, dopo la Guerra d'indipendenza algerina (1954-62). Dal 1962 fino al 1968 SCI ricostruì il villaggio di Beni Hamou, istituì un servizio medico e altri servizi alla comunità come l'insegnamento primario nel distretto di Sebdou.

### Est-Ovest (1955)
Nonostante la Guerra Fredda lo SCI cercò di creare diversi scambi col blocco orientale. I volontari SCI parteciparono, come organizzazione non comunista, al campo di lavoro durante il 5 ° Festival Mondiale della Gioventù di Varsavia (Polonia) nel 1955. Da allora in poi i campi di lavoro furono organizzati in collaborazione con le organizzazioni di volontariato socialista in Polonia (1955), Germania Est (1956), URSS (1958), Ungheria (1964), Cecoslovacchia (1964) e Bulgaria (1981). Questi contatti si intensificarono negli anni Settanta. Nel 1972 lo SCI istituì il gruppo Est-Ovest al fine di facilitare lo scambio di volontariato e di migliorare la cooperazione con le organizzazioni partner nei paesi socialisti.
Con il cambiamento politico in Europa Orientale, nuove iniziative SCI iniziarono dal 1990.

### Riorientamento (1969)
In una serie di seminari, workshop e incontri dal 1969 in poi, le implicazioni politiche dello SCI nella società sono stati riviste. Come conseguenza lo SCI abbandonò l'aiuto allo sviluppo come una delle finalità principali dei campi di lavoro. Lo sviluppo della consapevolezza sociale e politica e grazie ai volontari internazionali divenne uno dei punti centrali delle attività dello SCI. In particolare, il divario Nord-Sud ridefinì il concetto di educazione allo sviluppo e solidarietà. Per esempio diverse campagne internazionali (1985-1992) per l'indipendenza della Namibia furono organizzate, seguite da una campagna internazionale per i rifugiati (1994-1997).
Il riorientamento portò ad un ulteriore standardizzazione nello scambio dei volontari internazionali. Negli ultimi anni '70 fu introdotto un sistema decentrato di piazzamento dei volontari per i campi di lavoro, mentre gli scambi Nord-Sud ed Est-Ovest furono centralizzati dal coordinamento europeo ed internazionale dello SCI. Quest'ultima fu decentrato a metà degli anni Novanta

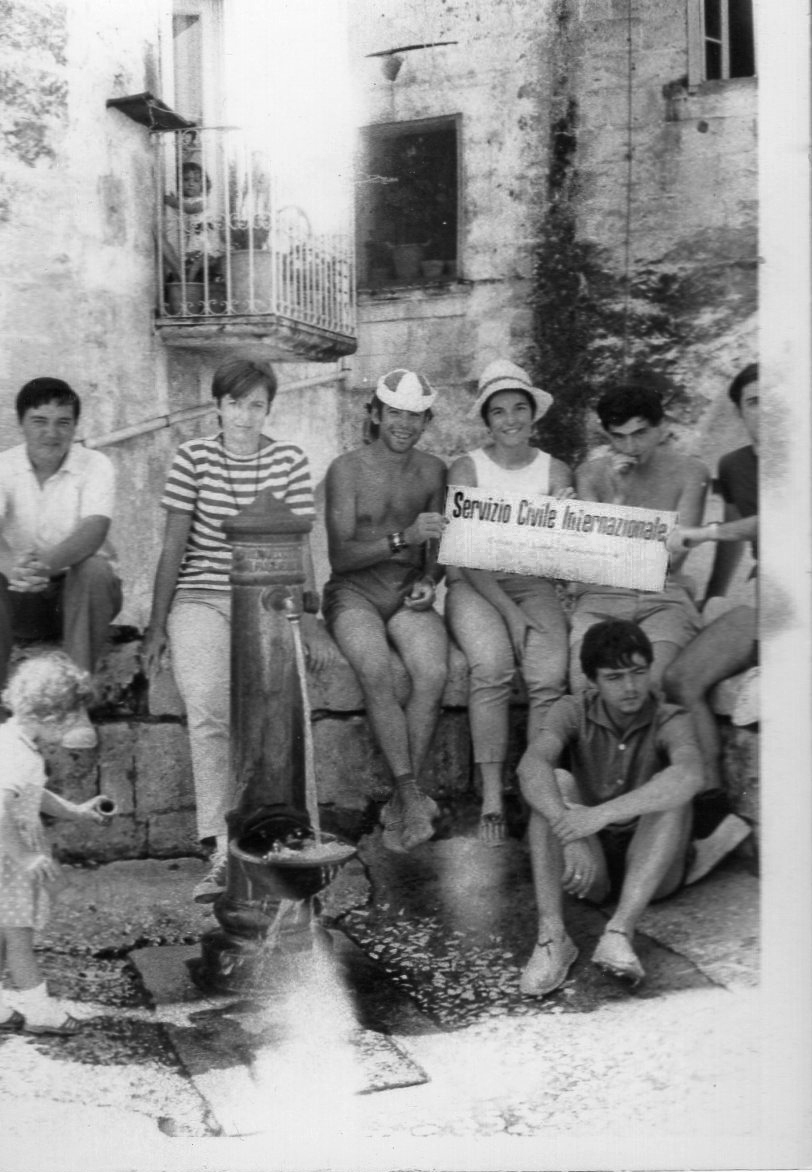
Campo di lavoro di restauro di un "vicinato" del Sasso Barisano in collaborazione con Italia Nostra, Matera 1969.

### Gruppi di lavoro internazionali (1997)
Col riorientamento degli anni Settanta, lo SCI convertì la sua struttura da segreterie internazionali e regionali per il coordinamento ad un coordinamento internazionale, affiancato a gruppi di lavoro che si concentravano su una determinata regione o zona di interesse. Nel 1997 un grande cambiamento costituzionale introdusse uno statuto per i gruppi di lavoro, che sono approvati ogni anno. Gruppi di lavoro regionali esistono per Africa, Asia e America Latina (Aba Yala), area mediterranea (MIDI) e Europa sud-orientale (SAVA).
Gli altri gruppi di lavoro focalizzati sui seguenti argomenti:
- immigrazione e rifugiati (dal 1970) ad esempio Centro europeo per l'immigrazione
- scambio Est-Ovest (dal 1972) ad esempio Gruppo di azione comune in Europa (GATE)
- sesso problema (dal 1983) ad esempio WIN
- obiezione di coscienza (1984-1990)
- giovani e disoccupazione (dal 1985) YUWG (youth and unemployment working group)
- Nord-Sud Exchange (dal 1987): ad esempio, SEED
- il volontariato a lungo termine (dal 1989): ad esempio, LTRC
- problematiche ambientali (dal 1998)
- diritti umani (dal 1998)
- temi ambientali GAIA (dal 2010)

## Elenco delle branche e dei gruppi SCI[2]
SCI divide tra membro a pieno titolo con branches-stato e membri associati con group-status. Il Comitato internazionale della SCI decide sullo stato basato sulla costituzione nazionale, l'organizzazione e le infrastrutture dei suoi membri. Le branche nazionali possono avere i loro nomi, quando mettono "Branca dello SCI" nei loro documenti. Le tabelle riportate di seguito offrono una panoramica su tutti i settori e gruppi di SCI. L'inizio delle attività si riferisce spesso al primo workcamp organizzato da o in collaborazione con SCI.
| Continente     | Nazione          | Organizzazione           | Inizio delle attività | Branca dal | Note             |
| Africa         | Algeria          | SCI Algeria              | 1948                  | 1952       | Sciolta 1954     |
|                | Mauritius        | SVI Mauritius            | 1960                  | 1981       |                  |
|                | Nigeria          | VWAN Nigeria             | 1963                  | (2009)     | SCI Group        |
| Asia           | Bangladesh       | SCI Bangladesh           | 1962                  | 1972       |                  |
|                | Corea del Sud    | SCI South Korea          | 1965                  | ?          |                  |
|                | Giappone         | SCI Japan                | 1958                  | 1964       |                  |
|                | India            | SCI India                | 1934                  | 1956       |                  |
|                | Malaysia         | SCI Malaysia             | 1964                  | 1992       |                  |
|                | Nepal            | SCI Nepal                | 1961                  | 1994       |                  |
|                | Pakistan         | SCI Pakistan             | 1951                  | 1997       |                  |
|                | Sri Lanka        | SCI Sri Lanka            | 1960                  | 1994       |                  |
| Oceania        | Australia        | IVP Australia            | 1988                  | (2002)     | SCI Group        |
| Europa         | Albania          | PVN Albania              | 2005                  | (2009)     | SCI Group        |
|                | Austria          | SCI Austria              | 1947                  | 1949       |                  |
|                | Belgio           | SCI Belgium              | 1947                  | 1948       |                  |
|                |                  | VIA Belgium              | 1946                  | 1977       |                  |
|                | Bielorussia      | New Group Belarus        | 1992                  | (2000)     | SCI Group        |
|                | Bulgaria         | CVS Bulgaria             | 1974                  | 2004       |                  |
|                | Croazia          | VCZ Croatia              | 1964                  | 2007       |                  |
|                | Danimarca        |                          | 1948                  | 1954       | Sciolta 1980     |
|                | Finlandia        | KVT Finland              | 1947                  | 1981       |                  |
|                | Francia          | SCI France               | 1920                  | 1936       |                  |
|                | Germania         | SCI Germany              | 1946                  | 1948       |                  |
|                | Gran Bretagna    | IVS Great Britain        | 1931                  | 1948       |                  |
|                | Grecia           | SCI Hellas               | 1944                  | 1992       |                  |
|                | Irlanda          | VSI Ireland              | 1965                  | 1973       |                  |
|                | Irlanda del Nord | IVS Northern Ireland     | 1972                  | 1987       | Sciolta nel 2007 |
|                | Italia           | SCI Italy                | 1945                  | 1948       |                  |
|                | Moldavia         | AVI Moldova              | 1962                  | (2004)     | SCI Group        |
|                | Norvegia         | ID Norway                | 1939                  | 1948       |                  |
|                | Paesi Bassi      | VIA Netherlands          | 1941                  | 1948       |                  |
|                | Polonia          | OWA Poland               | 1947                  | 1999       |                  |
|                | Romania          | SCI Romania              | 1991                  | 1998       |                  |
|                | Serbia           | VCV Serbia               | 2004                  | 2008       |                  |
|                | Slovenia         | Voluntariat SCI Slovenia | 1963                  | 1998       |                  |
|                | Spagna           | SCI Catalogna            | 1982                  | 1989       |                  |
|                |                  | SCI Madrid               | 1937                  | 2001       |                  |
|                | Svezia           | IAL Sweden               | 1936                  | 1969       |                  |
|                | Svizzera         | SCI Switzerland          | 1924                  | 1948       |                  |
|                | Ucraina          | SVIT Ukraine             | 2005                  | 2009       |                  |
|                | Ungheria         | Utilapu Hungary          | 1966                  | 2002       |                  |
| America Latina | Brasile          | SVI Brazil               | 2008                  | (2009)     | SCI Group        |
|                | Messico          | Cemiac Mexico            | ?                     | 2010       |                  |
| Nord America   | Stati Uniti      | SCI-IVS USA              | 1956                  | 1963?      |                  |

Nel 1987, SCI è stato insignito del titolo di Messaggero di Pace dalle Nazioni Unite, in riconoscimento dei suoi sforzi per promuovere la pace e il dialogo.

## I campi di inclusione sociale

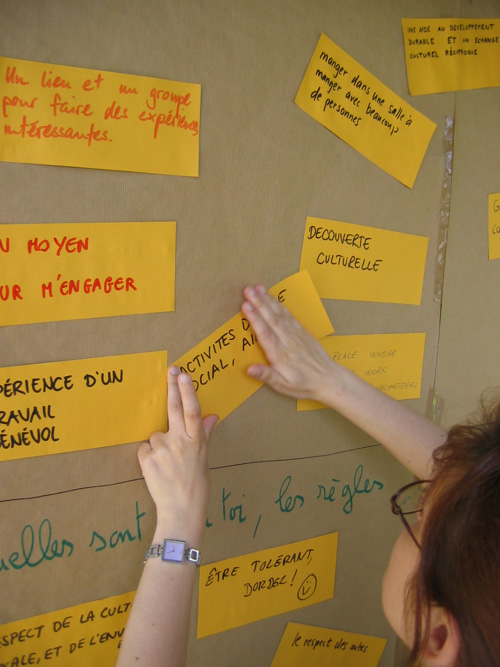
Brainstorming durante un week-end formativo per i volontari SCI in Svizzera

Da circa quindici anni, all'interno dell SCI è stato costituito il gruppo di lavoro internazionale YUWG (Youth and Unemployed Working Group) che mira ad utilizzare i campi di volontariato come strumenti di reinserimento ed inclusione sociale di giovani provenienti da condizioni di disagio.
Questi campi sono rivolti a giovani di età fino a 26 anni, che partecipano ad un percorso di accompagnamento al volontariato, per lo più provenienti da situazioni a rischio di devianza o comunque di disagio e che generalmente vivono in questo modo la loro prima esperienza all'estero.
Vista la giovane età dei partecipanti, essi (di solito in gruppi di 4) vengono seguiti da un accompagnatore qualificato del proprio paese e vengono coinvolti in attività per lo più ludiche e/o di animazione oltre che di supporto ad attività lavorative di particolare rilevanza sociale e culturale.
Ad ogni scambio YUWG, che ha una durata compresa fra 10 e 15 giorni partecipano quattro o cinque gruppi provenienti da diversi paesi e realtà sociali.
Per le attività del YUWG, il SCI non riceve attualmente alcun finanziamento specifico ma ha comunque beneficiato di finanziamenti connessi all'azione 1 del programma “Gioventù in azione” della Comunità Europea.

## I progetti comunitari e le attività a favore dei territori

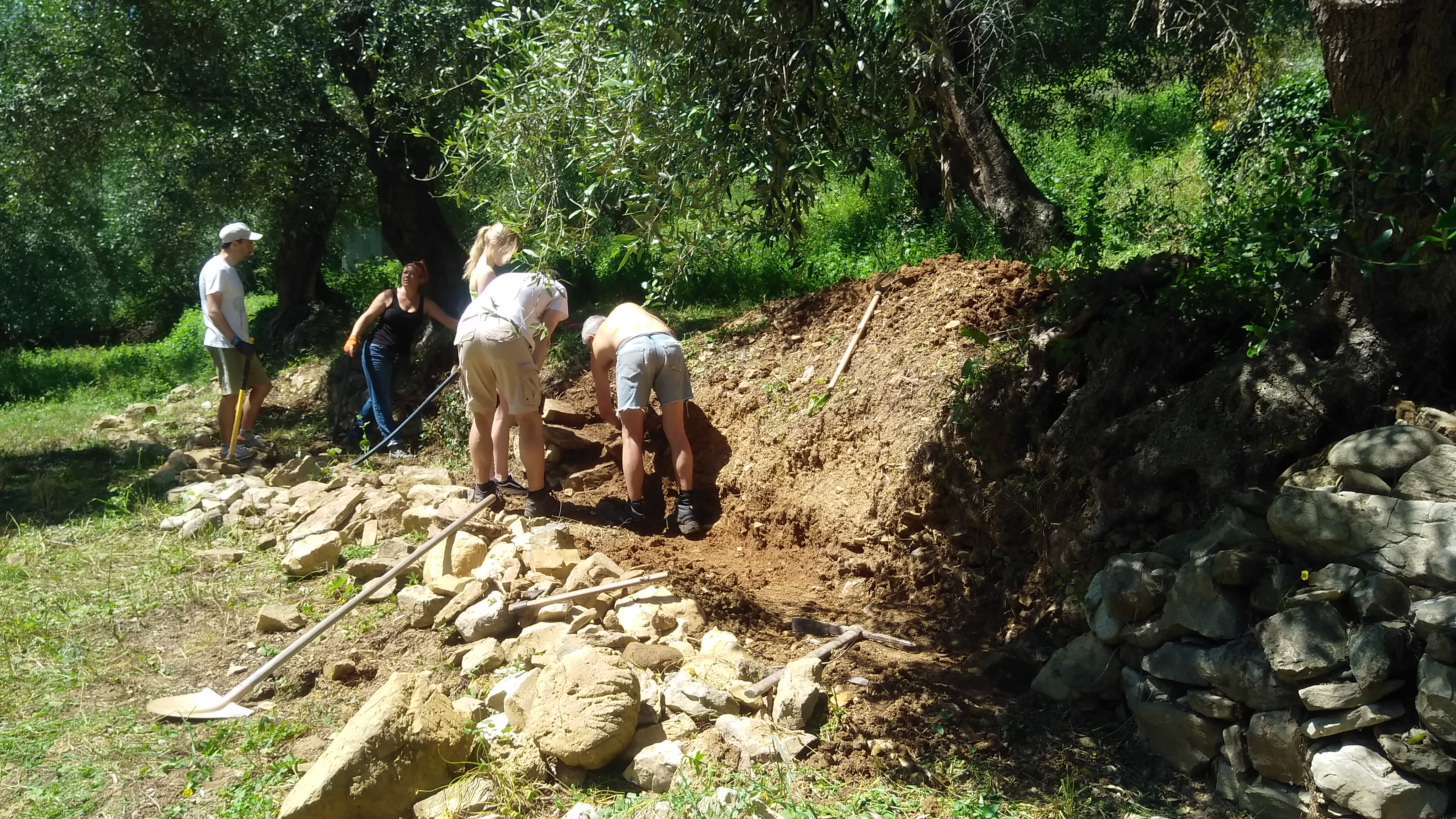
Rifacimento di antichi muri a secco in un campo di volontariato

Da diversi anni, la branca italiana del Servizio civile internazionale, in partenariato con diversi enti pubblici e privati italiani e stranieri, sta conducendo diversi progetti comunitari di informazione e formazione sui programmi comunitari rivolti alla promozione delle attività di inclusione sociale.
In particolare sono in atto in corso due progetti, di cui supportato dalla Direzione generale per l'informazione del Parlamento Europeo e uno supportato dal programma comunitario “L'Europa per i cittadini”, rivolti alla promozione dei programmi comunitari “Gioventù in azione”, “Progress”, “Eidhr”, “Enpi” e “Europa per i cittadini” come mezzi di supporto al volontariato come strumento di inclusione.